# 秦良弼
秦良弼（？—1645年6月7日（弘光元年五月丙申）），字景明，泉州府晉江縣人，明朝、南明軍事人物。

## 生平
秦良弼是萬曆四十七年（1619年）的武進士，天啟年間累任廣西都司；崇禎四年（1631年）時跟隨總兵王承恩討伐張存孟，追斬三百多人，存孟逃入關山嶺，他也不停追趕，殲滅其騎兵；又和曹變蛟於毛山追擊李自成，四次戰事都勝利，兩年後（1633年）升任參將。崇禎十年（1637年）秦良弼在左良玉麾下在舒城、六安打敗張獻忠；兩年後（1639年）於許州大破飛虎劉國能。崇禎十五年（1642年），他和弟弟秦良佐在安慶打退獻忠，陞左都督南京總兵。南京失陷，他和黃正陞一同死難。

## 引用
1. ↑  錢海岳《南明史·卷一·本紀第一》：（弘光元年五月）丙申，（清軍）入南京。尚書高倬、解學龍、何應瑞，同安侯黃正陞，總兵徐樞、秦良弼，司禮太監韓贊周等死之……
2. 1 2  錢海岳《南明史·卷三十九·列傳第十五》：秦良弼，字景明，晉江人。萬曆四十七年武進士。天啟中，累官廣西都司。崇禎四年，從總兵王承恩討張存孟，追斬三百餘級，存孟逃之關山嶺，復窮追之，盡殲其騎。又與曹變蛟追李自成毛山，四戰皆捷。六年，遷參將。
3. ↑  錢海岳《南明史·卷三十九·列傳第十五》：十年，從左良玉破張獻忠舒、六。十二年，大破飛虎劉國能許州。十五年，偕弟良佐卻獻忠安慶，陞左都督南京總兵。南京亡，與黃正陞並死於難。